# 岡山県道47号倉敷長浜笠岡線
岡山県道47号倉敷長浜笠岡線（おかやまけんどう47ごう くらしき ながはま かさおかせん）は、岡山県倉敷市から笠岡市に至る県道（主要地方道）である。

## 概要
路線名の「長浜」とは、笠岡市大島中の小字を指す。

### 路線データ
- 起点：岡山県倉敷市玉島阿賀崎4丁目（変電所前交差点、国道429号交点、岡山県道35号倉敷成羽線起点）
- 終点：岡山県笠岡市一番町（富岡交差点、国道2号交点）
- 路線延長：実延長 24.3 km（2014年4月1日現在） [1]

## 歴史
- 1971年（昭和46年）6月26日 - 岡山県道入江寄島線の全部分と岡山県道玉島西大島笠岡線・岡山県道神島外港線（現在の岡山県道195号神島外港線）の各一部が建設省（当時）告示第1,069号により主要地方道に指定される。
- 1972年（昭和47年）3月21日 - 岡山県告示第263号により県道に認定。
- 1993年（平成5年）5月11日 - 建設省から、県道倉敷長浜笠岡線が倉敷長浜笠岡線として主要地方道に再指定される[2]。
- 2006年（平成18年）3月21日 - 沿線にあった浅口郡寄島町が同じ郡の鴨方・金光両町と対等合併し、浅口市が発足。
- 2015年（平成27年）
  - 12月17日 - 岡山県警察が本路線の浅口市寄島町にラウンドアバウト（環状交差点）を設置すると発表[3]。
  - 12月22日 - 伊原木隆太岡山県知事が「爽快! 岡山満喫サイクリングロード事業」推奨ルートを発表[4]、備中周回ルート（中級・108 km）に本路線の大部分が組み込まれる[5]。
- 2016年（平成28年）4月28日 - 浅口市寄島町の岡山県道64号矢掛寄島線（通称・寄島バイパス）・浅口市道との交差点に中国・四国地方では初となるラウンドアバウトが運用開始[6]。

## 路線状況
路線の大半が瀬戸内海に沿っており、眺めはよいものの狭隘箇所が多い。また、海岸部を通るため、台風などによる高波・高潮の被害を受けやすく、通行止めになることもある。

### 重複区間
- 国道2号（浅口郡里庄町 - 笠岡市）

## 地理

### 通過する自治体
- 倉敷市
- 浅口市
- 笠岡市
- 浅口郡里庄町
- 笠岡市

### 交差する道路
| 交差する道路                                                              | 市町村名 | 市町村名 | 交差する場所    | 交差する場所          |
| ------------------------------------------------------------------------- | -------- | -------- | --------------- | --------------------- |
| 国道429号 岡山県道35号倉敷成羽線                                          | 倉敷市   | 倉敷市   | 玉島阿賀崎4丁目 | 変電所前交差点 / 起点 |
| 岡山県道398号水島港唐船線                                                 | 倉敷市   | 倉敷市   | 玉島柏島        | [ 注釈 1 ]            |
| 岡山県道430号玉島黒崎金光線                                               | 倉敷市   | 倉敷市   | 玉島黒崎        |                       |
| 岡山県道471号南浦金光線                                                   | 倉敷市   | 倉敷市   | 玉島黒崎        |                       |
| 岡山県道284号東安倉鴨方線                                                 | 浅口市   | 浅口市   | 寄島町          |                       |
| 岡山県道64号矢掛寄島線                                                    | 浅口市   | 浅口市   | 寄島町          | ラウンドアバウト      |
| 岡山県道432号大島中新庄線                                                 | 笠岡市   | 笠岡市   | 大島中          |                       |
| 国道2号 / 笠岡バイパス                                                    | 笠岡市   | 笠岡市   | 西大島新田      |                       |
| 岡山県道406号寄島笠岡線                                                   | 笠岡市   | 笠岡市   | 西大島新田      |                       |
| 国道2号                                                                   | 浅口郡   | 里庄町   | 浜中            | 浜中交差点            |
| 国道2号 岡山県道47号倉敷長浜笠岡線 / 別線                                 | 笠岡市   | 笠岡市   | 一番町          | 富岡                  |
| 別線 笠岡市道に移管されなかった区間が新道に並行する現道として別線で存在。 |          |          |                 |                       |
| 岡山県道406号寄島笠岡線                                                   | 笠岡市   | 笠岡市   | 西大島新田      |                       |
| 国道2号                                                                   | 笠岡市   | 笠岡市   | 一番町          | 富岡交差点 / 別線終点 |

### 沿線
施設
- 岡山県立玉島商業高等学校
- 玉島港
- 新倉敷自動車学校
- 浅口市役所寄島総合支所
- 岡山県立笠岡工業高等学校

自然景観
- 瀬戸内海

名所・旧跡・観光地
- 円通寺
- 沙美海水浴場
- 寄島園地
- 笠岡市立カブトガニ博物館